# St. Robert (Missouri)
St. Robert é uma cidade localizada no estado americano de Missouri, no Condado de Pulaski.

## Demografia
Segundo o censo americano de 2000, a sua população era de 2760 habitantes.

## Geografia
De acordo com o United States Census Bureau tem uma área de
18,7 km², dos quais 18,7 km² cobertos por terra e 0,0 km² cobertos por água.

## Localidades na vizinhança
O diagrama seguinte representa as localidades num raio de 24 km ao redor de St. Robert.